# Duncan Black
Duncan Black (* 23. Mai 1908 in Motherwell; † 14. Januar 1991 in Paignton) war ein schottischer Ökonom.
Duncan Black gilt als Mitbegründer der Neuen Politischen Ökonomie. Er ist neben Kenneth Arrow der Hauptbegründer und Pionier der modernen Sozialwahltheorie. Sein Hauptwerk ist das 1958 erschienene Buch „The Theory of Committees and Elections“. Darin untersucht er u. a. Abstimmungsverfahren (Condorcet-Methode, Borda-Wahl) und Wahlprobleme (Condorcet-Paradoxon). Im zweiten Teil des Buches „History of the Mathematical Theory of Committees and Elections (excluding proportional representation)“ stellt er Autoren und ihre in Vergessenheit geratenen Texte bezüglich Wahlen vor: Jean Charles Borda, Marquis de Condorcet, Pierre-Simon Laplace, Edward John Nanson, Francis Galton und Charles Lutwidge Dodgson.
Duncan Black gilt als eigentlicher Entdecker der „Median voter theory“, siehe Medianwählermodell, das er in dem 1948 veröffentlichten Beitrag „On the Rationale of Group Decision-making“ vorstellte. Harold Hotelling begründete bereits in einem Aufsatz 1929 auf der Suche nach den Bedingungen für ein stabiles Gleichgewicht im Duopol-Fall, warum zwei Anbieter (Unternehmen, aber auch z. B. politische Parteien) sich einer Hauptstraße entlang minimal differenzieren und den räumlich gleichen Zentrumspunkt einnehmen wollen. Auf Duncan Black geht jedoch das Konzept und der Begriff median optimum, welcher ja heute dem meist Hotelling zugeschriebenen Modell den Namen gibt, zurück. Ferner etablierte er die Annahme der eingipfligen Präferenzen. Für Black standen dabei in der Diskussion, unter welchen Bedingungen intransitive Abstimmungsergebnisse auszuschließen sind, Entscheide im Komitee-Typ (Kleinstgruppe) im Vordergrund. 
Seine Erkenntnisse über das Auftreten zyklischer Mehrheiten wurden besonders mit Kenneth Arrows Unmöglichkeitstheorem („Social Choice and Individual Values“, erste Publikation 1951), der das Condorcet-Paradoxon verallgemeinerte, breiter bekannt.
Das Modell bzw. die Theorie des Medianwählers und die unterstellte Analogie des politischen und wirtschaftlichen Lebens wurde erst durch Anthony Downs’ relativ einfach zu lesendes Buch „An Economic Theory of Democracy“ (1957) außerhalb der ökonomischen und mathematischen Disziplinen populär.
So war Duncan Black – im Gegensatz etwa zu den Namen von Harold Hotelling, Anthony Downs oder Kenneth Arrow – lange Zeit in Lehre, Forschung, Publizistik und Öffentlichkeit wenig rezeptiert und stand bei der Entwicklung und dem Wachsen des Public Choice-Ansatzes wiederum im Schatten von Autoren wie z. B. Gordon Tullock, James M. Buchanan, William A. Niskanen, Mancur Olson und weiteren, obwohl seine Untersuchungen die entscheidende Basis für die Analyse des politischen Prozesses mit ökonomischen Methoden gelegt hatten. Erst nach dem Tod von Black wurde seine ganz maßgebliche Bedeutung für die Etablierung des Medianwähler-Theorems und die Public Choice-Schule langsam wieder offenbar.
„Turning to his actual work, he quite literally is the founder of public choice. The first six articles which can be regarded as public choice were all written by him. Further, Kenneth Arrow, then a very young member of the economics profession, was given one of his papers to referee by Econometrica and this may well have attracted his attention to the problems which made him famous. He gives considerable credit to Black in that book. Anthony Downs was a student of Arrow who wrote his pioneering book as a doctoral dissertation under Arrow. We have here a fairly clearcut chain of influence.“
1980 wurde er zum Mitglied der American Academy of Arts and Sciences und 1989 der British Academy gewählt.

## Werke (Auswahl)

### Bücher
- Duncan Black: The Incidence of Income Taxes. Macmillan, London 1939.
- Duncan Black und R. A. Newing: Committee Decisions With Complementary Valuation. William Hodge, London 1951.
- Duncan Black: The Theory of Committees and Elections. Cambridge University Press, London und New York 1958.

### Aufsätze
- Ronald S. Edwards und Duncan Black: Notes on the British Income Tax and Company Reserves. In: The Review of Economic Studies. Bd. 5, Nr. 2, 1938, S. 114–122, (PDF).
- Duncan Black: The Subsidy to British Farming in Respect of Income Tax. In: Economica. New Series, Bd. 5, Nr. 17, 1938, S. 33–44, (PDF).
- Duncan Black: On the Rationale of Group Decision-making. In: Journal of Political Economy. Bd. 56, Nr. 1, 1948, S. 23–34, doi:10.1086/256633, (PDF).
- Duncan Black: Un approcio alla teorìa delle decisioni di comitato. In: Giornale degli Economisti e Annali di Economica. Bd. 7, 1948, S. 262–284.
- Duncan Black: The Decision of a Committee Using a Special Majority. In: Econometrica. Bd. 16, Nr. 3, 1948, S. 245–261, (PDF).
- Duncan Black: The Elasticity of Committee Decisions with an Alternating Size Majority. In: Econometrica. Bd. 16, Nr. 3, 1948, S. 262–270, (PDF).
- Duncan Black: The Elasticity of Committee Decisions with Alterations in the Members' Preference Schedules. In: South African Journal of Economics, Bd. 17, Nr. 1, 1949, S. 88–102, doi:10.1111/j.1813-6982.1949.tb01530.x.
- Duncan Black: The Theory of Elections in Single-Member Constituencies. In: Canadian Journal of Economics and Political Science. Bd. 15, No. 2, 1949, S. 158–175, (PDF).
- Duncan Black: Some Theoretical Schemes of Proportional Representation. In: Canadian Journal of Economics and Political Science. Bd. 15, Nr. 3, 1949, S. 334–343, (PDF).
- Duncan Black: The Unity of Political and Economic Science. In: The Economic Journal. Bd. 60, Nr. 239, 1950, S. 506–514, (PDF).
- Duncan Black: A simple theory of non-cooperative games with ordinal utilities (1). In: Public Choice. Bd. 1, Nr. 1, 1966, S. 1–48, doi:10.1007/BF01718987.
- Duncan Black: The central argument in Lewis Carroll's The Principles of Parliamentary Representation. In: Public Choice. Bd. 3, Nr. 1, 1967, S. 1–17, doi:10.1007/BF01719133.
- Duncan Black: Lewis Carroll and the Theory of Games. In: American Economic Review. Bd. 59, Nr. 2, 1969, S. 206–210, (PDF).
- Duncan Black: On Arrow's Impossibility Theorem. In: Journal of Law and Economics. Bd. 12, Nr. 2, 1969, S. 227–248, doi:10.1086/466667
- Duncan Black: Lewis Carroll and the Cambridge Mathematical School of P. R.; Arthur Cohen and Edith Denman. In: Public Choice. Bd. 8, Nr. 1, 1970, S. 1–28, doi:10.1007/BF01718502.
- Duncan Black: Partial Justification of the Borda Count. In: Public Choice. Bd. 28, Nr. 1, 1976, S. 1–15, doi:10.1007/BF01718454.
- Duncan Black: Arrow's Work and the Normative Theory of Committees. In: Journal of Theoretical Politics. Bd. 3, Nr. 3, 1991, S. 259–276, doi:10.1177/0951692891003003002

## Belege
1. ↑  Duncan Black: On the Rationale of Group Decision-making. In: Journal of Political Economy. Bd. 56, Nr. 1, 1948, S. 23–34, doi:10.1086/256633, (PDF) In dem Aufsatz kündigte er an: „The theory will be set out at greater length in a forthcoming book on The Pure Science of Politics“.
2. ↑  Harold Hotelling: Stability in Competition. In: The Economic Journal. Bd. 39, Nr. 153, S. 41–57.
3. ↑  1959 schrieb Anthony Downs in einer Besprechung über Blacks „Theory of Committees and Elections“: „Black's work shows an ingenious and competent handling of the problems he poses. However, he does not present a complete theory of either committees or elections because he does not deal with big enough problems. [...] Black has furnished the bedroom of political theory before the house has been designed, and the elegant furniture looks lonely standing there by itself. However it is well built, and the tools he used to make it may prove useful when the house is constructed.“ The Journal of Political Economy, Bd. 67, Nr. 2, 1959, S. 211–212, hier S. 212.
4. ↑  Gordon Tullock: Duncan Black: The Founding Father: 23 May 1908–14 January 1991. In: Public Choice. Bd. 71, Nr. 3, 1991, S. 125–128, hier S. 125.
5. ↑  Book of Members 1780–present, Chapter B. (PDF; 1,2 MB) In: amacad.org. American Academy of Arts and Sciences, abgerufen am 6. Mai 2020 (englisch).
6. ↑  Deceased Fellows. British Academy, abgerufen am 6. Mai 2020.